# Christian Charrière-Bournazel
Pour les articles homonymes, voir Christian Charrière, Charrière et Bournazel.
Ne doit pas être confondu avec Pierre-Yves Bournazel.
Christian Charrière-Bournazel est un avocat français, né le 2 juin 1946 à Limoges. Bâtonnier de l'ordre des avocats du barreau de Paris du 1er janvier 2008 au 1er janvier 2010, il a été président du Conseil national des barreaux de 2012 à 2014.

## Biographie
Fils d'un avocat qui a été bâtonnier du barreau de Limoges[réf. nécessaire], titulaire d'un diplôme d'études supérieures en droit de la propriété littéraire, artistique et industrielle[réf. nécessaire] ainsi que d'une maîtrise de lettres classiques obtenue à la Sorbonne[réf. nécessaire], il devient avocat au barreau de Paris en 1973[réf. nécessaire], et s'investit dans l'activité syndicale du barreau, en rejoignant l'Union des jeunes avocats de Paris, dont il est membre de la commission permanente, durant quatre ans.
Auparavant, il aurait effectué son service national au titre de la coopération à Oujda (Maroc)[réf. nécessaire].
Il rejoint, de 1973 à 1978, le cabinet de l'avocat et futur ministre Roland Dumas, et est élu premier secrétaire de la Conférence du stage en 1975[réf. nécessaire]. Il occupe diverses responsabilités au sein du barreau de Paris, jusqu'à son élection à la fonction de bâtonnier.
Il est aussi spécialiste du droit de la presse, il a été le défenseur de Bruno Gaccio en 2001 contre Jacques Blanc. En 2008, il prend brièvement la défense de Jérôme Kerviel.
Le 26 avril 2001, il est nommé par Laurent Fabius membre du Conseil de la concurrence, au titre des personnalités qualifiées dans les secteurs de la production, de la distribution, de l'artisanat, des services ou des professions libérales. Il occupe cette fonction jusqu'en 2008.
Le 14 janvier 2012, il est élu président de l'instance représentative des avocats, le Conseil national des barreaux, par 77 voix sur 80 votants[réf. nécessaire].

### Engagement associatif
Observateur judiciaire pour la Fédération internationale des droits de l'homme depuis 1981[réf. nécessaire], Christian Charrière-Bournazel a également été président, de 2002 à 2008, de la fédération de Paris de la LICRA[réf. nécessaire], au comité directeur de laquelle il appartient depuis 1987 et dont il est un des avocats[réf. nécessaire]. Au sein du barreau, il est membre de l’Association des juristes berbères et de l’Association des juristes juifs.

### Les affaires Barbie et Papon
Aux côtés de plusieurs avocats au nombre desquels Roland Dumas, Serge Klarsfeld, Alain Jakubowicz ou Joë Nordmann, il participe, au nom de la LICRA au procès de Klaus Barbie pour Crimes contre l'humanité en 1987 devant la Cour d'assises du Rhône, à Lyon[réf. nécessaire].
Il retrouve ses confrères Alain Jakubowicz et Joë Nordmann, ainsi que Gérard Boulanger et d'autres pour le procès de Maurice Papon, en 1997, devant la Cour d'assises de la Gironde en 1997 à Bordeaux.

### Autres engagements
Le 1er mai 2017, il signe l'appel d'avocats se prononçant en faveur du vote pour Emmanuel Macron au second tour de l'élection présidentielle de 2017.

### Candidat à l'Académie française
En février 2025, il se porte candidat à l'Académie française au fauteuil de Jean-Denis Bredin, bien qu'il ait dépassé l'âge limite de 75 ans. Le 13 mars 2025, l'Académie informe le public que l'élection, prévue le 27 mars, est reportée à une date ultérieure. Il recueille une seule voix lors de l’élection du 26 juin 2025.

## Distinctions
- Chevalier de la Légion d'honneur le 13 juillet 2012[réf. nécessaire]